# Sport- und Schwimmverein Jahn 2000 Regensburg 2012-2013
Questa voce raccoglie le informazioni riguardanti lo Sport- und Schwimmverein Jahn 2000 Regensburg nelle competizioni ufficiali della stagione 2012-2013.

## Stagione
Nella stagione 2012-2013 il Jahn Regensburg, allenato da Oscar Corrochano, Franz Gerber e Franciszek Smuda, concluse il campionato di 2. Bundesliga al 18º posto e fu retrocesso in 3. Liga. In Coppa di Germania lo Jahn Regensburg fu eliminato al primo turno dal Bayern Monaco.

## Rosa
| N. |                           | Ruolo | Calciatore          |
| -- | ------------------------- | ----- | ------------------- |
| 1  | Germania (bandiera)       | P     | Michael Hofmann     |
| 3  | Germania (bandiera)       | D     | Christian Rahn      |
| 6  | Germania (bandiera)       | D     | André Laurito       |
| 7  | Marocco (bandiera)        | A     | Abdenour Amachaibou |
| 8  | Germania (bandiera)       | C     | Jonatan Kotzke      |
| 9  | Germania (bandiera)       | A     | Sebastian Hofmann   |
| 10 | Spagna (bandiera)         | A     | Koke                |
| 11 | Germania (bandiera)       | C     | Patrick Haag        |
| 12 | Rep. del Congo (bandiera) | A     | Francky Sembolo     |
| 13 | Germania (bandiera)       | C     | Jim-Patrick Müller  |
| 17 | Germania (bandiera)       | D     | Oliver Hein         |
| 18 | Germania (bandiera)       | C     | Marius Müller       |
| 19 | Turchia (bandiera)        | A     | Koray Altınay       |
| 20 | Germania (bandiera)       | C     | Denis Weidlich      |
| 21 | Germania (bandiera)       | C     | Thomas Kurz         |
| 22 | Germania (bandiera)       | D     | Mario Neunaber      |

| N. |                         | Ruolo | Calciatore           |
| -- | ----------------------- | ----- | -------------------- |
| 23 | Brasile (bandiera)      | A     | Ramon                |
| 24 | Germania (bandiera)     | D     | Tim Erfen            |
| 25 | Germania (bandiera)     | C     | Markus Smarzoch      |
| 26 | Germania (bandiera)     | P     | Timo Ochs            |
| 27 | Germania (bandiera)     | C     | Julian Wießmeier     |
| 28 | Germania (bandiera)     | D     | Sebastian Nachreiner |
| 30 | Canada (bandiera)       | C     | Julian de Guzmán     |
| 31 | Germania (bandiera)     | A     | Benedikt Schmid      |
| 32 | Brasile (bandiera)      | D     | Carlinhos            |
| 33 | Germania (bandiera)     | P     | Patrick Wiegers      |
| 34 | RD del Congo (bandiera) | C     | Wilson Kamavuaka     |
| 35 | Brasile (bandiera)      | A     | Pedro Beck           |
| 37 | Germania (bandiera)     | P     | Armin Pillmeier      |
| 38 | Germania (bandiera)     | D     | Philipp Ziereis      |
| 39 | Austria (bandiera)      | A     | Marco Djuričin       |
| 40 | Austria (bandiera)      | P     | Bernhard Hendl       |

## Organigramma societario
Area tecnica
- Allenatore: Thomas Stratos
- Allenatore in seconda: Markus Bähr, Marcin Broniszewski, Harald Gfreiter
- Preparatore dei portieri: Stephan Graßl, Gerald Huber
- Preparatori atletici:
- Analisi video:

## Calciomercato

### Sessione estiva
| Acquisti | Acquisti            | Acquisti           | Acquisti |
| R.       | Nome                | da                 | Modalità |
| -------- | ------------------- | ------------------ | -------- |
| C        | Wilson Kamavuaka    | Norimberga         |          |
| C        | Julian Wießmeier    | Norimberga         |          |
| A        | Marco Djuričin      | Hertha Berlino     |          |
| A        | Koray Altınay       | Bayern Monaco II   |          |
| A        | Abdenour Amachaibou | Unterhaching       |          |
| C        | Patrick Haag        | Karlsruhe II       |          |
| C        | Jonatan Kotzke      | Monaco 1860        |          |
| C        | Marius Müller       | FSV Francoforte II |          |
| A        | Ramon               | Jahn Ratisbona II  |          |
| A        | Francky Sembolo     | SV Wilhelmshaven   |          |
| C        | Denis Weidlich      | Rot-Weiß Erfurt    |          |

| Cessioni | Cessioni              | Cessioni          | Cessioni |
| R.       | Nome                  | a                 | Modalità |
| -------- | --------------------- | ----------------- | -------- |
| C        | Selçuk Alibaz         | Karlsruhe         |          |
| C        | Christian Bickel      | Friburgo II       |          |
| P        | Björn Bussmann        | Osnabrück         |          |
| C        | Yusuf Kasal           | Denizlispor       |          |
| A        | Michael Klauß         | Aalen             |          |
| D        | Ronny Philp           | Augusta           |          |
| D        | Christoph Schwander   | DJK Vilzing       |          |
| A        | Tobias Schweinsteiger | Bayern Monaco II  |          |
| D        | Mersad Selimbegović   | Jahn Ratisbona II |          |
| C        | Mahmut Temür          | Rot-Weiß Erfurt   |          |
| C        | Martin Zurawsky       | VfB Auerbach      |          |

### Sessione invernale
| Acquisti | Acquisti       | Acquisti         | Acquisti |
| R.       | Nome           | da               | Modalità |
| -------- | -------------- | ---------------- | -------- |
| P        | Bernhard Hendl | Stoccarda II     |          |
| P        | Timo Ochs      | Monaco 1860      |          |
| D        | Carlinhos      | Bayer Leverkusen |          |

| Cessioni | Cessioni             | Cessioni        | Cessioni |
| R.       | Nome                 | a               | Modalità |
| -------- | -------------------- | --------------- | -------- |
| A        | Thiemo-Jérôme Kialka | Fortuna Colonia |          |
| C        | Romain Dedola        | GOAL FC         |          |

## Risultati

### 2. Bundesliga

#### Girone di andata
| Arbitro: | Dankert |

|               |           |  |
| Wojtkowiak 8’ | Marcatori |  |

| Arbitro: | Fritz |

|                             |           |  |
| Rahn 36’ (rig.) Sembolo 61’ | Marcatori |  |

| Arbitro: | Osmers |

|                        |           |             |
| Allagui 41’ Wagner 43’ | Marcatori | 57’ Sembolo |

| Arbitro: | Unger |

|  |           |                 |
|  | Marcatori | 79’ Scheidhauer |

| Arbitro: | Fischer |

|             |           |  |
| Kruppke 67’ | Marcatori |  |

| Arbitro: | Stegemann |

|  |           |             |
|  | Marcatori | 4’ Sørensen |

| Arbitro: | Kampka |

|              |           |                          |
| Pischorn 36’ | Marcatori | 45’ Müller 90’ Wießmeier |

| Arbitro: | Willenborg |

|                             |           |  |
| Sembolo 24’, 55’ Müller 44’ | Marcatori |  |

| Arbitro: | Christ |

|                                        |           |                 |
| Hochscheidt 35’ Sylvestr 58’ König 89’ | Marcatori | 86’ (rig.) Rahn |

| Arbitro: | Kempter |

|                           |           |                                |
| Müller 5’ Rahn 67’ (rig.) | Marcatori | 87’ Ujah 90’ Maroh 90’ Bigalke |

| Arbitro: | Fischer |

|                                    |           |             |
| Leckie 13’ Görlitz 56’ Bambara 90’ | Marcatori | 84’ Sembolo |

| Arbitro: | Grudzinski |

|  |           |                       |
|  | Marcatori | 13’ Hofmann 87’ Zeitz |

| Arbitro: | Unger |

|                                                      |           |                          |
| Leitl 48’ Schäffler 70’ Eigler 85’ (rig.) Caiuby 90’ | Marcatori | 17’ Ramon 80’ Amachaibou |

| Arbitro: | Petersen |

|                                      |           |                            |
| Ramon 27’ Sembolo 28’ Amachaibou 81’ | Marcatori | 31’, 56’ Terodde 75’ Jopek |

| Arbitro: | Osmers |

|          |           |                                            |
| Haag 44’ | Marcatori | 76’ Valentini 84’ Lechleiter 88’ Reichwein |

| Arbitro: | Wingenbach |

|             |           |          |
| Bunjaku 45’ | Marcatori | 14’ Haag |

| Ratisbona 30 novembre 2012, ore 18:00 CET 17ª giornata | Jahn Ratisbona | 0 – 0 referto | Dinamo Dresda | Jahnstadion (7 410 spett.)\| Arbitro: \| Bandurski \| |
| Arbitro:                                               | Bandurski      |               |               |                                                       |

#### Girone di ritorno
| Arbitro: | Steinhaus-Webb |

|                    |           |                 |
| Hofmann 56’ (rig.) | Marcatori | 84’ Stoppelkamp |

| Arbitro: | Fischer |

|                                                   |           |                         |
| Šukalo 52’ Jovanović 61’ Brandy 63’ Brosinski 88’ | Marcatori | 11’ Sembolo 40’ Laurito |

| Arbitro: | Winkmann |

|              |           |                                                      |
| Weidlich 78’ | Marcatori | 52’ Ramos 56’ (rig.), 85’ Ronny 68’ Wagner 90’ Knoll |

| Arbitro: | Christ |

|  |           |                   |
|  | Marcatori | 47’, 87’ Djuričin |

| Arbitro: | Kampka |

|  |           |             |
|  | Marcatori | 15’ Kumbela |

| Arbitro: | Schmidt |

|             |           |               |
| Schulze 65’ | Marcatori | 17’ Carlinhos |

| Arbitro: | Drees |

|               |           |                                        |
| Carlinhos 42’ | Marcatori | 30’ Olajengbesi 45’ Löning 90’ Riemann |

| Arbitro: | Unger |

|                                 |           |                        |
| Gogia 18’ Ginczek 66’ Bruns 90’ | Marcatori | 23’ Koke 89’ Kamavuaka |

| Arbitro: | Willenborg |

|          |           |              |
| Koke 26’ | Marcatori | 13’ Schlitte |

| Arbitro: | Petersen |

|                       |           |              |
| McKenna 28’ Royer 87’ | Marcatori | 73’ Djuričin |

| Arbitro: | Steuer |

|                 |           |                                              |
| Hein 78’ (rig.) | Marcatori | 57’ Stark 73’ Yelen 84’, 89’ (rig.) Kapllani |

| Paderborn 14 aprile 2013, ore 13:30 CEST 29ª giornata | Paderborn      | 0 – 0 referto | Jahn Ratisbona | Benteler-Arena (6 290 spett.)\| Arbitro: \| Steinhaus-Webb \| |
| Arbitro:                                              | Steinhaus-Webb |               |                |                                                               |

| Arbitro: | Grudzinski |

|             |           |                       |
| Sembolo 22’ | Marcatori | 7’ Korkmaz 29’ Heller |

| Arbitro: | Osmers |

|                       |           |  |
| Mattuschka 63’ (rig.) | Marcatori |  |

| Arbitro: | Bandurski |

|                           |           |            |
| Lechleiter 26’ Hübner 78’ | Marcatori | 29’ Müller |

| Arbitro: | Kinhöfer |

|             |           |                                   |
| Ziereis 27’ | Marcatori | 12’ Hoffer 20’ Idrissou 84’ Orbán |

| Arbitro: | Schmidt |

|                               |           |          |
| Fořt 50’, 54’ Fiél 83’ (rig.) | Marcatori | 47’ Koke |

### Coppa di Germania
| Arbitro: | Winkmann |

|  |           |                                            |
|  | Marcatori | 32’, 80’ Mandžukić 60’ Shaqiri 88’ Pizarro |

## Statistiche

### Statistiche di squadra
| Competizione      | Punti | In casa | In casa | In casa | In casa | In casa | In casa | In trasferta | In trasferta | In trasferta | In trasferta | In trasferta | In trasferta | Totale | Totale | Totale | Totale | Totale | Totale | DR  |
| Competizione      | Punti | G       | V       | N       | P       | Gf      | Gs      | G            | V            | N            | P            | Gf           | Gs           | G      | V      | N      | P      | Gf     | Gs     | DR  |
| ----------------- | ----- | ------- | ------- | ------- | ------- | ------- | ------- | ------------ | ------------ | ------------ | ------------ | ------------ | ------------ | ------ | ------ | ------ | ------ | ------ | ------ | --- |
| 2. Bundesliga     | 19    | 17      | 2       | 4       | 11      | 18      | 33      | 17           | 2            | 3            | 12           | 18           | 32           | 34     | 4      | 7      | 23     | 36     | 65     | -29 |
| Coppa di Germania | -     | 1       | 0       | 0       | 1       | 0       | 4       | 0            | 0            | 0            | 0            | 0            | 0            | 1      | 0      | 0      | 1      | 0      | 4      | -4  |
| Totale            | 19    | 18      | 2       | 4       | 12      | 18      | 37      | 17           | 2            | 3            | 12           | 18           | 32           | 35     | 4      | 7      | 24     | 36     | 69     | -33 |

### Andamento in campionato
| Giornata  | 1  | 2 | 3  | 4  | 5  | 6  | 7  | 8  | 9  | 10 | 11 | 12 | 13 | 14 | 15 | 16 | 17 | 18 | 19 | 20 | 21 | 22 | 23 | 24 | 25 | 26 | 27 | 28 | 29 | 30 | 31 | 32 | 33 | 34 |
| --------- | -- | - | -- | -- | -- | -- | -- | -- | -- | -- | -- | -- | -- | -- | -- | -- | -- | -- | -- | -- | -- | -- | -- | -- | -- | -- | -- | -- | -- | -- | -- | -- | -- | -- |
| Luogo     | T  | C | T  | C  | T  | C  | T  | C  | T  | C  | T  | C  | T  | C  | C  | T  | C  | C  | T  | C  | T  | C  | T  | C  | T  | C  | T  | C  | T  | C  | T  | T  | C  | T  |
| Risultato | P  | V | P  | P  | P  | P  | V  | V  | P  | P  | P  | P  | P  | N  | P  | N  | N  | N  | P  | P  | V  | P  | N  | P  | P  | N  | P  | P  | N  | P  | P  | P  | P  | P  |
| Posizione | 16 | 8 | 12 | 15 | 15 | 16 | 11 | 10 | 11 | 12 | 15 | 16 | 15 | 17 | 17 | 18 | 18 | 18 | 18 | 18 | 18 | 18 | 18 | 18 | 18 | 18 | 18 | 18 | 18 | 18 | 18 | 18 | 18 | 18 |

Legenda:

Luogo: C = Casa; T = Trasferta. Risultato: V = Vittoria; N = Pareggio; P = Sconfitta.

### Statistiche dei giocatori
!! colspan="4" | Totale

| Giocatore                      | 2. Bundesliga | 2. Bundesliga | 2. Bundesliga | 2. Bundesliga | Coppa di Germania K. Altınay | Coppa di Germania K. Altınay | Coppa di Germania K. Altınay | Coppa di Germania K. Altınay | 14       | 0    | 4           | 0          | 0 | 0 | 0 | 0 | 14 | 0 | 4 | 0 |
| Giocatore                      | Presenze      | Reti          | Ammonizioni   | Espulsioni    | Presenze                     | Reti                         | Ammonizioni                  | Espulsioni                   | Presenze | Reti | Ammonizioni | Espulsioni |   |   |   |   |    |   |   |   |
| A. Amachaibou                  | 18            | 2             | 0             | 0             | 1                            | 0                            | 0                            | 0                            | 19       | 2    | 0           | 0          |   |   |   |   |    |   |   |   |
| P. Beck                        | 3             | 0             | 1             | 0             | 0                            | 0                            | 0                            | 0                            | 3        | 0    | 1           | 0          |   |   |   |   |    |   |   |   |
| C. Carlinhos (calciatore 1994) | 13            | 2             | 4             | 0             | 0                            | 0                            | 0                            | 0                            | 13       | 2    | 4           | 0          |   |   |   |   |    |   |   |   |
| M. Djuričin                    | 16            | 3             | 0             | 0             | 1                            | 0                            | 0                            | 0                            | 17       | 3    | 0           | 0          |   |   |   |   |    |   |   |   |
| T. Erfen                       | 12            | 0             | 4             | 0             | 0                            | 0                            | 0                            | 0                            | 12       | 0    | 4           | 0          |   |   |   |   |    |   |   |   |
| P. Haag                        | 22            | 2             | 2             | 0             | 1                            | 0                            | 0                            | 0                            | 23       | 2    | 2           | 0          |   |   |   |   |    |   |   |   |
| O. Hein                        | 28            | 1             | 3             | 0             | 1                            | 0                            | 0                            | 0                            | 29       | 1    | 3           | 0          |   |   |   |   |    |   |   |   |
| B. Hendl                       | 0             | 0             | 0             | 0             | 0                            | 0                            | 0                            | 0                            | 0        | 0    | 0           | 0          |   |   |   |   |    |   |   |   |
| M. Hofmann                     | 12            | 0             | 0             | 0             | 1                            | 0                            | 0                            | 0                            | 13       | 0    | 0           | 0          |   |   |   |   |    |   |   |   |
| S. Hofmann                     | 9             | 1             | 0             | 0             | 0                            | 0                            | 0                            | 0                            | 9        | 1    | 0           | 0          |   |   |   |   |    |   |   |   |
| W. Kamavuaka                   | 28            | 1             | 4             | 2             | 0                            | 0                            | 0                            | 0                            | 28       | 1    | 4           | 2          |   |   |   |   |    |   |   |   |
| T. Kialka                      | 7             | 0             | 1             | 0             | 0                            | 0                            | 0                            | 0                            | 7        | 0    | 1           | 0          |   |   |   |   |    |   |   |   |
| K. Koke                        | 9             | 3             | 0             | 0             | 0                            | 0                            | 0                            | 0                            | 9        | 3    | 0           | 0          |   |   |   |   |    |   |   |   |
| J. Kotzke                      | 18            | 0             | 5             | 0             | 1                            | 0                            | 0                            | 0                            | 19       | 0    | 5           | 0          |   |   |   |   |    |   |   |   |
| T. Kurz                        | 2             | 0             | 0             | 0             | 0                            | 0                            | 0                            | 0                            | 2        | 0    | 0           | 0          |   |   |   |   |    |   |   |   |
| A. Laurito                     | 23            | 1             | 4             | 0             | 1                            | 0                            | 0                            | 0                            | 24       | 1    | 4           | 0          |   |   |   |   |    |   |   |   |
| J. Müller                      | 16            | 4             | 1             | 0             | 1                            | 0                            | 0                            | 0                            | 17       | 4    | 1           | 0          |   |   |   |   |    |   |   |   |
| M. Müller                      | 0             | 0             | 0             | 0             | 0                            | 0                            | 0                            | 0                            | 0        | 0    | 0           | 0          |   |   |   |   |    |   |   |   |
| S. Nachreiner                  | 30            | 0             | 7             | 1             | 1                            | 0                            | 0                            | 0                            | 31       | 0    | 7           | 1          |   |   |   |   |    |   |   |   |
| M. Neunaber                    | 13            | 0             | 1             | 0             | 1                            | 0                            | 0                            | 0                            | 14       | 0    | 1           | 0          |   |   |   |   |    |   |   |   |
| T. Ochs                        | 13            | 0             | 0             | 0             | 0                            | 0                            | 0                            | 0                            | 13       | 0    | 0           | 0          |   |   |   |   |    |   |   |   |
| A. Pillmeier                   | 0             | 0             | 0             | 0             | 0                            | 0                            | 0                            | 0                            | 0        | 0    | 0           | 0          |   |   |   |   |    |   |   |   |
| C. Rahn                        | 21            | 3             | 3             | 0             | 1                            | 0                            | 0                            | 0                            | 22       | 3    | 3           | 0          |   |   |   |   |    |   |   |   |
| R. Ramon                       | 25            | 2             | 0             | 0             | 0                            | 0                            | 0                            | 0                            | 25       | 2    | 0           | 0          |   |   |   |   |    |   |   |   |
| B. Schmid                      | 0             | 0             | 0             | 0             | 0                            | 0                            | 0                            | 0                            | 0        | 0    | 0           | 0          |   |   |   |   |    |   |   |   |
| F. Sembolo                     | 32            | 8             | 5             | 0             | 1                            | 0                            | 1                            | 0                            | 33       | 8    | 6           | 0          |   |   |   |   |    |   |   |   |
| M. Smarzoch                    | 12            | 0             | 0             | 0             | 1                            | 0                            | 0                            | 0                            | 13       | 0    | 0           | 0          |   |   |   |   |    |   |   |   |
| D. Weidlich                    | 22            | 1             | 3             | 0             | 0                            | 0                            | 0                            | 0                            | 22       | 1    | 3           | 0          |   |   |   |   |    |   |   |   |
| P. Wiegers                     | 9             | 0             | 1             | 0             | 0                            | 0                            | 0                            | 0                            | 9        | 0    | 1           | 0          |   |   |   |   |    |   |   |   |
| J. Wießmeier                   | 19            | 1             | 1             | 0             | 0                            | 0                            | 0                            | 0                            | 19       | 1    | 1           | 0          |   |   |   |   |    |   |   |   |
| P. Ziereis                     | 11            | 1             | 4             | 1             | 1                            | 0                            | 0                            | 0                            | 12       | 1    | 4           | 1          |   |   |   |   |    |   |   |   |
| J. de Guzmán                   | 15            | 0             | 3             | 0             | 0                            | 0                            | 0                            | 0                            | 15       | 0    | 3           | 0          |   |   |   |   |    |   |   |   |